# Cape Cod Cubs
Die Cape Cod Cubs waren ein US-amerikanisches Eishockeyfranchise aus South Yarmouth, Massachusetts.

## Geschichte
Die Cape Cod Cubs wurden 1972 als Franchise der Eastern Hockey League gegründet. Nachdem die Liga ein Jahr später aufgelöst worden war, wechselte die Mannschaft in die erstmals ausgetragenen North American Hockey League. Größter Erfolg der Cape Cod Cubs war das Erreichen der zweiten Runde der Playoffs um den Lockhart Cup, in denen sie den Long Island Cougars in der Saison 1973/74 in der Best-of-Seven-Serie mit 2:4 Siegen unterlagen.
Zur Saison 1974/75 wurde der Name der Mannschaft in Cape Codders geändert. Die folgende Spielzeit verlief sehr chaotisch für die Mannschaft. Am 28. Dezember 1975 wurden die Cape Codders vorzeitig vom Spielbetrieb der NAHL zurückgezogen, kehrten jedoch Anfang 1976 wieder in die Liga zurück, bevor sie am 18. Februar 1976 noch vor Saisonende endgültig den Spielbetrieb einstellten.

## Saisonstatistik
Abkürzungen: GP = Spiele, W = Siege, L = Niederlagen, T = Unentschieden, OTL = Niederlagen nach Overtime SOL = Niederlagen nach Shootout, Pts = Punkte, GF = Erzielte Tore, GA = Gegentore, PIM = Strafminuten
| Saison  | GP | W  | L  | T  | OTL | SOL | Pts | GF  | GA  | Platz       | Playoffs                        |
| 1972/73 | 76 | 36 | 29 | 11 | —   | —   | 83  | 338 | 314 | 1., Central | Niederlage in der zweiten Runde |
| 1973/74 | 74 | 34 | 39 | 1  | —   | —   | 69  | 338 | 345 | 4., NAHL    | Niederlage in der zweiten Runde |
| 1974/75 | 74 | 32 | 38 | 4  | —   | —   | 68  | 319 | 310 | 5., NAHL    | Niederlage in der ersten Runde  |
| 1975/76 | 74 | 30 | 44 | 0  | —   | —   | 60  | 323 | 375 | 4., East    | nicht qualifiziert              |